# 別針條紋鯛
別針條紋鯛（學名Paretroplus menarambo），又名藍鰭副熱鯛，是慈鯛科下的一種魚類。它們是馬達加斯加的特有種。
由於失去棲息地，2004年時估計別針條紋鯛已經從野外滅絕。當時發現它們分佈在Sarodrano湖及周圍的河流。但於2008年，在另一位點卻它們的野外群落，所以國際自然保護聯盟將它們的保育狀況改為極危。不過有關這個野外群落的資料大部份也不詳。另外，在北美洲及歐洲的水族箱，如倫敦動物園及博爾頓博物館（Bolton Museum）等也有飼養它們。